# Сююрю-Кая (фортеця)
Сююрю-Кая (крим. Süyrü Qaya) — руїни замку X—XIII століть, розташовані в Бахчисарайському районі Криму, за 5 км на південь від села Коккоз, на вершині гори Сююрю-Кая (висота 815 м). Рішеннями Кримського облвиконкому № 16 від 15 січня 1980 року та № 704 від 20 лютого 1990 року руїни оборонних стін та культової, житлової та господарської забудови X—XIII століття зміцнення Сююрю-Кая оголошені історичною пам'яткою регіонального значення.

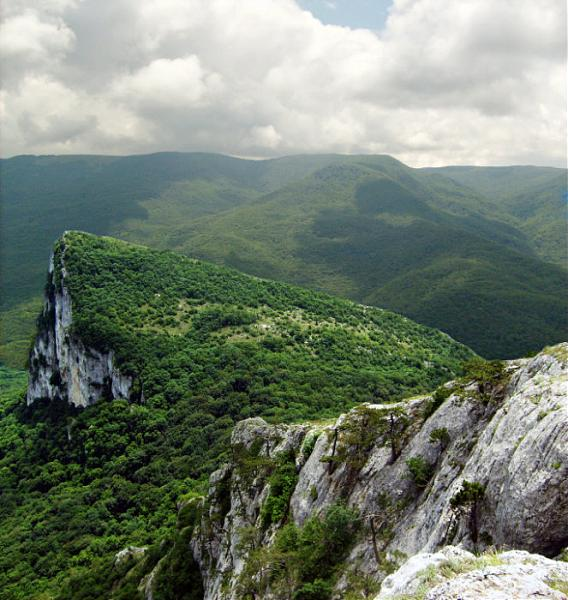
Пологий схил Сююрю-Кая був захищений трьома рядами стін.

## Опис
Висока та гостра вершина Сююрю-Кая у вигляді трикутника з півночі, сходу та південного сходу обривається неприступною скелею, із західного боку від основного масиву Седам-Кая відокремлюється глибокою сідловиною, в 50 м вище за яку була побудована перша лінія оборони замку. Стіна довжиною 70 м, складена з великого буту насухо, мала товщину 1,5 м і збереглася на висоту до 1-1,2 м, у місці підходу стежки (стародавньої дороги) були ворота шириною 2,2 м, у яких, із внутрішнього боку — руїни будівлі, мабуть, кордегардії. Від воріт дорога йде вгору до другої, краще збереженої, оборонної стіни, протяжністю близько 180 м, товщиною 1,5-1,8 м, що збереглася в деяких місцях до 2 м. Третя стіна, товщиною 1,9-2,3 м, з прямокутною вежею на південно-західному фланзі, утворює цитадель. Усередині цитаделі — руїни невеликих будівель розміром 3 на 4 м і руїни великого багатокамерного будинку, розміром 15 на 7 м. На самій вершині Сююрю-Кая збереглися залишки храму-каплиці, складеного з буту на вапняному розчині, навколо якої розташовано сім гробниць, розкритих і пограбованих. Археологічних розкопок на городищі не проводили, за підйомним матеріалом укріплення датується XIII століттям.

## Історія вивчення
Перше повідомлення про руїни залишив Василь Кондаракі в III томі твору «На згадку століття Криму» 1883 року, згадували укріплення Микола Рєпніков в «Матеріалах до археологічної карти південно-західного нагір'я Криму» 1940 року. Обстеження проводилося в 1956 році Олегом Домбровським, який описав 2 лінії оборонних споруд X—XIII століття, в 1977 і 1980 році укріплення вивчав Віктор Миц. Заснування багатьох укріплень гірського Криму в XIII столітті, подібного до Сююрю-Кая, історики пов'язують із монгольськими вторгненнями до Криму (починаючи з 1223 року), сельджукською експансією і переходом гірського Криму в зону впливу Трапезундської імперії.